# 청주 송상현 문적
청주 송상현 문적(淸州 宋象賢 文籍)은 충청북도 청주시 흥덕구 운천동, 청주고인쇄박물관에 있는, 조선 선조 25년(1592) 동래부사(東萊府使)로 재임 중 왜구(倭寇)에 맞서 목숨을 바친 천곡(泉谷) 송상현(宋象賢)의 업적을 알려주는 기록물이다. 2003년 5월 9일 충청북도의 유형문화재 제223호 '천곡 송상현 유물'로 지정되었다가, 이후 현재의 명칭으로 변경되었다.

## 개요
조선 선조 25년(1592) 동래부사(東萊府使)로 재임 중 왜구(倭寇)에 맞서 목숨을 바친 천곡(泉谷) 송상현(宋象賢)의 업적을 알려주는 기록물들로서 임진왜란(壬辰倭亂) 당시 동래성전투(東萊城戰鬪) 상황 및 천곡 송상현의 인품을 알 수 있는 귀중한 자료들이다.
천곡 송상현 유물은 동래부순절도(東萊府殉節圖) 1폭, 교지(敎旨) 3매, 치제문(致祭文) 4매, 혈선발(血扇跋) 1첩, 『천곡수필집(泉谷隨筆集)』 1책 등 5건 10점이다. 이들 유물은 지금까지 전해지는 천곡 송상현의 일괄 유물로서 그 가치가 매우 높은 것이다.
동래부순절도는 효종 9년(1658) 동래부사 민정중(閔鼎重, 1628∼1692)이 임진왜란 당시의 동래성 전투상황을 잘 아는 노인(老人)의 말을 토대로 그린 그림이다. 숙종 35년(1709)에 이 순절도를 모사한 동래부순절도가 보물 제392로 지정되어 육군사관학교 박물관에 소장되어 있다.
교지는 3매로 의정부좌찬성(議政府左贊成) 추증(追贈) 교지는 영조 17년(1741) 정이품(正二品) 자헌대부이조판서(資憲大夫吏曹判書)에 증직(贈職)되었던 천곡 송상현에게 다시 종일품(從一品) 숭정대부의정부(崇政大夫議政府) 좌찬성(左贊成)으로 추증한 교지이다. 부인 이씨(夫人 李氏) '정경부인(貞敬夫人)' 추증 교지는 영조 17년(1741)에 종일품 숭정대부의정부 좌찬성으로 추증된 천곡 송상현의 품직(品職)에 따라 부인 이씨에게 정경부인의 품계를 추증한 교지이다. '충렬공(忠烈公)' 시호(諡號) 추증 교지는 천곡 송상현의 시호를 '충렬공(忠烈公)'이라 추증할 때의 교지이다. 교지의 말미부분(末尾部分)이 손상되어 시호와 교지를 내린 시기를 알 수 없으나 '숭정대부'에 추증된 것으로 미루어 '의정부좌찬성'으로 추증되었을 때의 교지와 함께 하사된 것으로 추정된다.
치제문은 4매로 숙묘정유(肅廟丁酉) 사묘제문(賜墓祭文)은 숙종 43년(1717) 예조정랑(禮曹正郞) 김윤해(金潤海)를 송상현의 묘소로 보내 치제(致祭)할 때에 하사한 제문이다. 영묘경오(英廟庚午) 사묘제문(賜廟祭文)은 영조 26년(1750) 영조가 송상현의 묘소 인근을 지나다가 예조정랑 신일청(申一淸)을 보내 치제할 때에 하사한 제문이다. 영묘어제(英墓御製) 임진사묘제문(壬辰賜墓祭文)은 영조 48년(1772) 예조정랑 변경진(邊景鎭)을 송상현의 묘소로 보내 치제할 때에 하사한 제문이다. 순묘임진(純墓壬辰) 사동래단제문(賜東萊壇祭文)은 순조 32년(1832) 동래도호부사(東萊都護府使) 박제명(朴齊明)을 동래단(東萊壇)으로 보내 치제할 때에 하사한 제문이다.
혈선발은 송상현이 죽기를 결심하였을 때에 그의 대인(大人) 송화공(松禾公)을 영결(永訣)하면서 부채면(面)에 '고성월훈 열진고침 군신의중 부자은경(孤城月暈 列鎭高枕 君臣義重 父子恩輕)'이라 혈서(血書)한 16자가 전해지던 것을 조선 영조 31년(1756)에 윤봉구(尹鳳九)가 송상현을 칭송(稱頌)하여 제술(製述)한 것이다.
천곡수필집은 종가(宗家)에 전해오는 천곡 송상현의 유필(遺筆)로 추정되는 불분권(不分卷) 1책의 필사본(筆寫本)이다. 송상현이 개인적인 처신과 정치 및 학문에 관한 사항들을 당시 여러 선생들로부터 문답한 것을 기록한 것이다. 표지를 포함하여 전체 52장(張) 1책이며, 표지의 해정(楷正)한 필체로 '천곡수필집(泉谷隨筆集)'이라 제첨(題簽)되어 있다. 전반적으로 보존상태가 양호하다. '서(序)'는 없고 내지(內紙)에 후손인 수일(秀一)이 쓴 '발(跋)'이 있다. 또한 수일이 정리하여 기록한 것으로 보이는 문답에 대한 주제와 문답자가 정리되어 있다. 이 수필집은 필사시기(筆寫時期)와 그 경위도 분명치 않으며, 후손 수일의 발문(跋文)도 숭정(崇禎)4 임신(壬申, 1812)년으로 천곡 송상현 사거(死去)한지 200여년이 지난 후의 기록이다. 그러나 종가에 전해오던 것이므로 천곡 송상현이 직접 정리하고 필사(筆寫)한 것으로 추정된다. 송상현의 저술(著述)이 적지 않았음은 선생의 유저(遺著) 『천곡선생집』을 통해서도 알 수 있다. 그러나 선생이 임진왜란 때에 순절한 후로 많은 저술이 일실(逸失)되어 현재 『천곡선생집』 외에는 별로 전해지는 것이 없다.
천곡 송상현 유물은 천곡 송상현이 조선 선조 25년(1592) 동래부사로 재임 중 왜구와 맞서 목숨을 바친 천곡 송상현 선생의 업적 및 임진왜란 당시 동래성전투의 상황을 알 수 있는 귀중한 자료들로서 역사자료 및 교육자료로 활용하기 위하여 가치가 크다.

## 추가 지정
2017년 6월 30일 기지정된 5건 10점 외에 혈선도 1폭과 천곡선생집 1책을 추가하여 총 7건 12점을 지정하였다. 이들 자료는 천곡 송상현이 조선 선조 25년(1592) 동래부사로 재임중 왜구와 맞서 목숨을 바친 천곡 송상현 선생의 업적 및 임진왜란 당시 부산 동래성 전투의 상황을 알 수 있는 귀중한 자료들로써 역사자료 및 교육자료이다.

### 혈선도
송상현 선생은 1592년 동래읍성이 함락되기 직전 부채에 글을 써서 부친에게 보냈는데, 그 부채를 후에 그린 것이다. 이미 지정된 혈선발에 따라 1756년(영조 31) 경 그린 것으로 보고 있다. 부채 그림 바탕에 '고성월훈(孤城月暈) 열진고침(列鎭高枕) 군신의중(軍臣義重) 부자은경(父子恩輕) 임진사월일(壬辰四月日)'이라 하였다.

### 천곡선생집
이 책은 선생의 9대손 송달호(宋達浩)가 가장고초(家藏初稿)를 바탕으로 1835년(현종 1)에 목활자로 편찬한 책이다. 권1은 시와 표(表), 교서, 권2는 부록으로 전(傳), 행장, 신도비명, 동래남문비기, 임진유문, 치제문, 서원봉안문, 축문 등이다. 서문은 이탁원(李鐸遠)이 썼다.

## 같이 보기
- 송상현
- 동래성 전투

## 참고 자료
- 청주 송상현 문적 - 국가유산청 국가유산포털